# Ш̆
Ш̆ (minuskule ш̆) je již běžně nepoužívané písmeno cyrilice, v minulosti bylo používáno v abcházštině. V poslední variantě abchazské azbuky mu odpovídá spřežka Шь.
Písmeno bylo zavedeno Peterem von Uslar a zůstalo i ve změněné azbuce zavedené komisí pro překlady. V době, kdy byla abcházština zapisována gruzínským písmem, písmenu Ш̆ odpovídalo písmeno შ, v latinské abecedě N. J. Marra písmenu Ш̆ odpovídalo písmeno щ. V abecedě N. F. Jakovleva písmenu Ш̆ odpovídalo písmeno ſ. Od znovuzavedení zápisu abcházštiny cyrilicí je místo písmena Ш̆ používána spřežka Шь.